# 가토 겐토
가토 겐토(일본어: 加藤 健人, 1995년 9월 24일 ~ )는 일본의 축구 선수이다.

## 구단 경력
그는 2014년부터 2019년까지 J리그의 파지아노 오카야마, 더스파구사쓰 군마에서 활동하였다.